# 栋皮埃尔 (沃州)
栋皮埃尔（法語：Dompierre，法語發音：[dɔ̃pjɛʁ] ⓘ）是瑞士联邦西部法语区的沃州下设的一个市镇。在行政上属于布罗瓦-维利区管辖。栋皮埃尔的总面积为3.21平方公里。截至2010年底，总人口为252。